# لايوس تيتشي

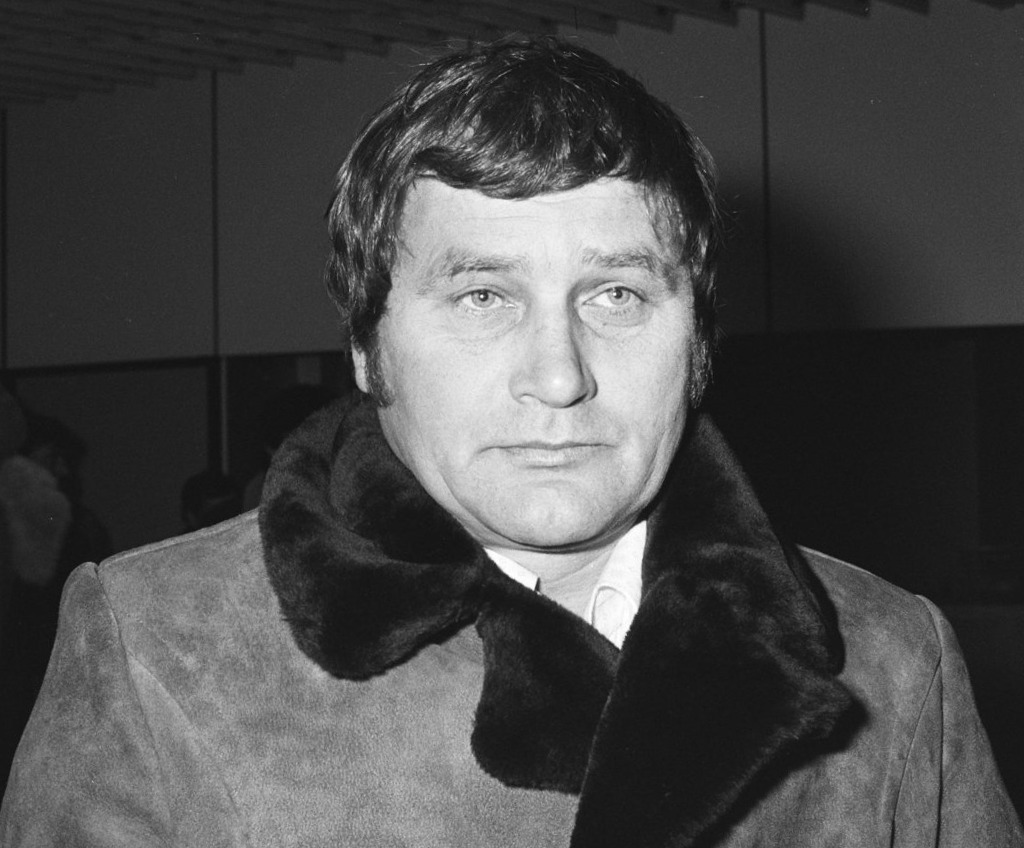
لايوس تيتشي

لايوس تيتشي (بالمجرية: Tichy Lajos)‏، من مواليد 21 مارس 1935، وتوفي في 6 يناير 1999، لاعب كرة قدم هنغاري سابق.
لعب مع منتخب هنغاريا لكرة القدم.

## روابط خارجية
- لايوس تيتشي على موقع الاتحاد الدولي (مؤرشف)  (الإنجليزية)
- لايوس تيتشي على موقع الاتحاد الأوربي (الإنجليزية)
- لايوس تيتشي على موقع قاعدة بيانات كرة القدم.إي يو (الإنجليزية)
- لايوس تيتشي على موقع ناشيونال فوتبول تيمز (الإنجليزية)
- لايوس تيتشي على موقع عالم كرة القدم.نت (الإنجليزية)